# Julián Juderías
Julián Juderías y Loyot (Madrid, 16 settembre 1877 – Madrid, 19 giugno 1918) è stato uno storico, sociologo, giornalista e traduttore spagnolo.
Fu il principale divulgatore dell'espressione e del concetto di "leyenda negra".

## Biografia
Nato in una prominente famiglia, suo padre, Mariano Juderías, fu un noto autore e traduttore. All'età di 17 anni, iniziò a collaborare con il ministro di stato spagnolo. Nel 1900, dopo la morte di suo padre, si trasferì a Parigi per frequentare la scuola di lingue straniere, dove studiò il russo e altre lingue slave.
Diversi anni dopo la sua morte, avvenuta nel 1918 a causa dell'influenza spagnola, le opere di Juderías influenzarono pensatori conservatori come Ramiro de Maeztu e José María de Areilza.

## Opere

### Saggi di storia
- Un proceso político en tiempos de Felipe III: don Rodrigo Calderón, marqués de Siete Iglesias; su vida, su proceso y su muerte, Madrid, Tip. de la Rev. de Archivos, 1906.
- Los favoritos de Felipe III: don Pedro Franqueza y Ramírez de Prado, conde de Villalonga y Secretario de Estado, Madrid, Imprenta de la Revista de Archivos, 1909
- España en tiempos de Carlo II el Hechizado: obra que obtuvo el Premio Charro Hidalgo en el concurso abierto por el Ateneo de Madrid en 1908-1910, Madrid, Tip. de la Revista de Archivos, 1912
- Don Gaspar Melchor de Jovellanos: su vida, su tiempo, sus obras, su influencia social: obra premiada por la Real Academia de Ciencias Morales y Políticas, Madrid, Imp. de J. Ratés, 1913
- "La leyenda negra y la verdad histórica: España en Europa, trabajo premiado por La Ilustración Española y Americana en el concurso de 1913", La Ilustración Española y Americana, Madrid, enero-febrero de 1914
- La leyenda negra y la verdad histórica: contribución al estudio del concepto de España en Europa, de las causas de este concepto y de la tolerancia política y religiosa en los países civilizados, Madrid, Tip. de la Revista de Archivos, 1914
- Gibraltar: apuntes para la historia de la pérdida de esta plaza, de los sitios que le pusieron los españoles y de las negociaciones entre España e Inglaterra referentes a su restitución:1704-1796, Madrid, Tip. de la Rev. de Archivos, 1915
- La leyenda negra: estudios acerca del concepto de España en el Extranjero: segunda edición completamente refundida, aumentada y provista de nuevas indicaciones bibliográficas, Barcelona, Araluce, 1917
- La reconstrucción de la historia de España desde el punto de vista nacional: discursos leídos ante la Real Academia de la Historia en el acto de su recepción pública por el Excmo. Sr. don Julián Juderías y Loyot y por el Excmo. Sr. don Jerónimo Bécker y González, académico de número, el día 28 de abril de 1918, Madrid, Imprenta Clásica Española, 1918
- Don Francisco de Quevedo y Villegas: la época, el hombre, las doctrinas: obra premiada con accésit por la Real Academia de Ciencias Morales y Políticas en el concurso ordinario de 1917, Madrid, Establecimiento Tipográfico de Jaime Ratés, 1923

### Saggi di sociologia
- El obrero y la ley obrera en Rusia, Madrid, Ministerio de Estado, 1903, Madrid, Ministerio de Estado, 1903, published in Gaceta de Madrid (24.6.1903)
- La miseria y la criminalidad en las grandes ciudades de Europa y América, Madrid, Imp. de Arias, 1906
- La protección a la infancia en el Extranjero, Madrid, Imp. de Arias. 1908
- Los hombres inferiores: estudio acerca del pauperismo en los grandes centros de población, Madrid, 1909, vol. VII de la Biblioteca de Ciencias Penales
- La reglamentación de la prostitución y la trata de blancas, Madrid, 1909
- Le Patronage Royal pour la repression de la traite des blanches et le Congrès de la Fédération Abolitioniste Internationale (Genève septembre 1908), Madrid, Suc. de Minuesa de los Ríos, 1908
- El problema de la mendicidad: medios prácticos de resolverlo, memoria que obtuvo el Premio del Ministro de la Gobernación en el concurso abierto en 1908 por la Sociedad Española de Higiene, Madrid, 1909
- Le petit crédit urbain et rural en Espagne, Bruxelles, Comité International de l’Association pour l’étude des problèmes des classes moyennes, 1909
- El problema del abolicionismo, memoria presentada al Congreso de la Asociación Española para el progreso de las Ciencias celebrado en Valencia, Madrid, 1909
- Los tribunales para niños: medios de implantarlos en España, ponencia presentada al Consejo Superior de Protección a la Infancia y publicada por éste, Madrid, 1910
- La trata de blancas: estudio de este problema en España y en el Extranjero, memoria premiada por la Sociedad Española de Higiene en el concurso de 1910, Madrid, 1911
- La higiene y su influencia en la legislación, memoria premiada por la Sociedad Española de Higiene en su concurso de 1911, Madrid, 1911
- La infancia abandonada: leyes e instituciones protectoras, memoria premiada por la Real Academia de Ciencias Morales y Políticas en el consurso de la fundación del señor d. José Santa María de Hita, Madrid, Imp. de J. Ratés, 1912
- La juventud delincuente: leyes e instituciones que tienden a su regeneración, memoria premiada por la Real Academia de Ciencias Morales y Políticas, Madrid, Imp. de J. Ratés, 1912
- Recueil des lois et ordonnances en vigueur pour la répression de la traite des blanches dans les principaux pays d’Europe et d’Amérique: fait au nom du Patronage Royal Espagnol pour la Repression de la Traite des Blanches, Madrid, Imp. Suc. de M. Minuesa de los Ríos, 1913
- Mendicidad y vagancia, ponencia para la Asamblea Nacional de Protección a la Infancia y represión de la mendicidad, 13-18 de abril de 1914; sección 3ª, Madrid, Imp. del Asilo de Huérfanos, 1914
- El problema de la infancia obrera en España, publicación de la Sección Española de la Asociación Internacional para la Protección Legal de los Trabajadores, Madrid, 1917
- Problemas de la infancia delincuente: la criminalidad, el tribunal, el reformatorio, Biblioteca “Pro-Infantia”, Madrid, 1917.

### Saggi di politica
- Rusia contemporánea: estudios acerca de su situación actual, Madrid, Imp. de Fortanet, 1904